# Jonathan Hill
Pour les articles homonymes, voir Hill.
Ne doit pas être confondu avec Jonny Hill.
Jonathan Hopkin Hill, né le 24 juillet 1960 à Londres, est un homme politique britannique membre du Parti conservateur.
Il est leader de la Chambre des lords et chancelier du duché de Lancastre dans la gouvernement de David Cameron, de 2013 à 2014. Nommé commissaire européen à la Stabilité financière, aux Services financiers et à l'Union du marché des capitaux en 2014, il démissionne en 2016 à la suite de la victoire du « oui » au référendum britannique sur la sortie de l'Union Européenne.

## Biographie
Après avoir poursuivi ses études secondaires à l'école de Highgate au nord de Londres, il étudie l'histoire au Trinity College de l'université de Cambridge où il reçoit un Master of Arts.
En 2010, Hill est créé pair à vie (Life Peer) en tant que baron Hill d'Oareford, et entre le même jour à la Chambre des lords où il occupe le poste de ministre parlementaire pour les Écoles dans le département de l'Éducation. Depuis 2013, il servit comme leader de la Chambre des lords et chancelier du duché de Lancastre.
Le 15 juillet 2014, Lord Hill est choisi par le Premier ministre David Cameron pour siéger à la Commission européenne. Sa nomination suscite de nombreuses critiques du fait de son profil technocratique, d'un manque d'expérience apparent dans le domaine économique et financier et de ses prises de position très hostiles à l'Union européenne. D'après Bernard Cassen, il se fait notamment connaitre comme « agent d’influence de la City et porte-parole du lobby bancaire. » Néanmoins, le 10 septembre 2014, Jean-Claude Juncker le nomme commissaire à la Stabilité financière, aux Services financiers et à l'Union du marché des capitaux,.
Le 25 juin 2016, à la suite du référendum britannique sur le maintien du Royaume-Uni dans l'Union européenne, Jonathan Hill annonce sa démission : « J’en ai discuté avec le président de la Commission il y a quelques semaines. Je ne crois pas qu’il soit juste de continuer comme commissaire britannique comme si rien ne s’était passé » annonce-t-il dans sa lettre de démission. Il reste toutefois en fonction le temps de son remplacement ou du transfert de son portefeuille à un autre commissaire.
En mars 2021, il remet au Chancelier de l’Échiquier un rapport visant à rendre la place de Londres plus attractive pour les SPAC.

## Distinctions honorifiques
- CBE (1995)
- Baron (à vie) (2010).